# Kaniya, Shikarpur
Kaniya là một làng thuộc tehsil Shikarpur, huyện Shimoga, bang Karnataka, Ấn Độ.